# Orden de la Democracia Simón Bolívar
La Orden de la Democracia Simón Bolívar es un honor y distinción oficial del orden civil concedida por la Cámara de Representantes de Colombia a ciudadanos destacados por su servicio a la patria en cualquier campo. 
Fue creada por resolución 216 de 1980 y desde entonces numerosas instituciones educativas, personalidades del mundo educativo, científico, militar, civil y político entre otros han recibido esta distinción que honora la memoria del Libertador Simón Bolívar.
La orden fue instituida para destacar el esfuerzo, la lealtad y las virtudes de los ciudadanos o instituciones en favor de la democracia.

## Homenajeados
Ha sido recibida, entre otros, por: